# Allotiso
Allotiso là một chi nhện trong họ Linyphiidae.